# Aalbarsche
Die Aalbarsche (Congrogadidae) sind eine Familie kleiner, langgestreckter Barschverwandter, die an den Küsten des tropischen Indopazifiks vorkommen. 

## Merkmale
Aalbarsche erreichen je nach Art eine Länge von vier bis 45 Zentimetern. Sie unterscheiden sich vor allem durch ihren aalartig langgestreckten Körper von den Zwergbarschen, zu denen sie früher als Unterfamilie gerechnet wurden. Ihre lange Rückenflosse wird von 32 bis 79 Flossenstrahlen gestützt. Ihr geht ein isoliert stehender Flossenstachel voraus, der nur bei Congrogadus subducens fehlt. Bei der Afterflosse sind es 22 bis 66 Flossenstrahlen, Flossenstacheln fehlen. Kleine, kehlständige Bauchflossen sind bei acht Arten vorhanden und werden von einem Stachel und zwei bis vier Weichstrahlen gestützt. Bei elf Arten fehlen die Bauchflossen. Der Körper der Aalbarsche ist von kleinen Rundschuppen bedeckt. Bei einigen Arten sind Rücken-, Schwanz- und Afterflosse zu einem durchgehenden Flossensaum zusammengewachsen, bei den meisten sind sie etwas getrennt. Das Maul der Aalbarsche ist vorstülpbar (protraktil). Der Kiemendeckel besitzt an seinem oberen Rand einen starken nach hinten gerichteten Stachel. Aalbarsche haben eine vollständige oder nur teilweise ausgebildete Seitenlinie, bei Halidesmus sind drei Seitenlinien vorhanden. Das Gaumenbein ist nicht bezahnt, auf dem Pflugscharbein können Zähne vorhanden sein oder fehlen. Die Oberfläche ihrer Eier ist von kreuzförmigen Höckern bedeckt.

## Lebensweise
Aalbarsche leben mehr oder weniger versteckt in Korallenriffen oder über steinigen oder schlammigen Meeresböden von der Gezeitenzone bis in Tiefen von 140 Metern. Im Golf von Carpentaria lebt eine Art im zentralen Hohlraum von Schwämmen. Sie sind carnivor.

## Gattungen und Arten

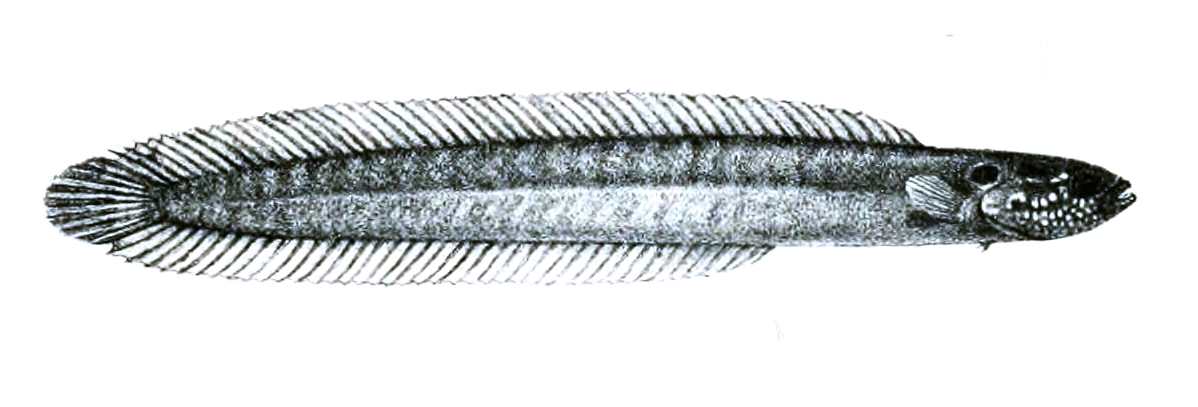
Blennodesmus scapularis

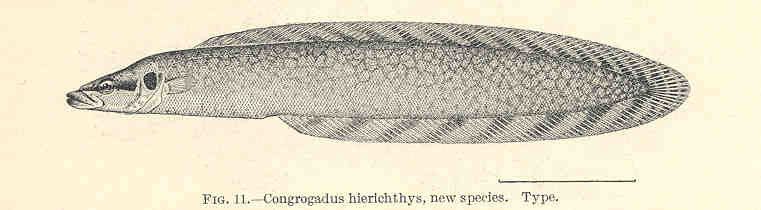
Congrogadus hierichthys

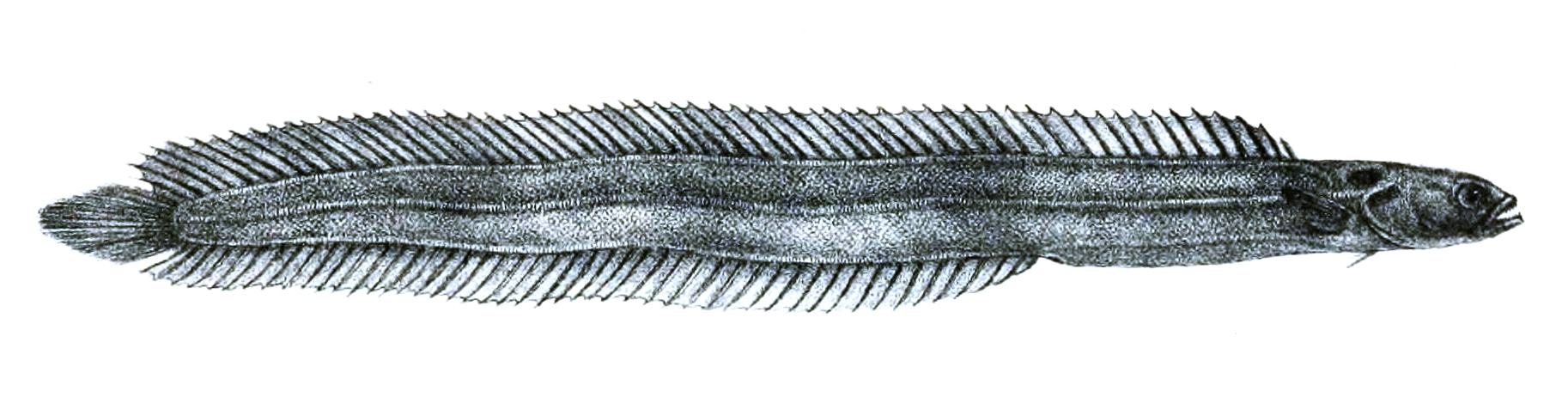
Halidesmus scapularis

- Gattung Blennodesmus Günther, 1872.
  - Blennodesmus scapularis Günther, 1872
- Gattung Congrogadus Günther, 1862
  - Congrogadus amplimaculatus (Winterbottom, 1980)
  - Congrogadus hierichthys Jordan & Richardson, 1908
  - Congrogadus malayanus (Weber, 1909)
  - Congrogadus spinifer (Borodin, 1933)
  - Grüner Aalbarsch (Congrogadus subducens (Richardson, 1843))
  - Congrogadus winterbottomi Gill, Mooi & Hutchins, 2000
- Gattung Halidesmus Günther, 1872
  - Halidesmus coccus Winterbottom & Randall, 1994
  - Halidesmus polytretus Winterbottom, 1982
  - Halidesmus scapularis Günther, 1872
  - Halidesmus socotraensis Gill & Zajonz, 2003
  - Halidesmus thomaseni (Nielsen, 1961)
- Gattung Halimuraena Smith, 1952
  - Halimuraena hexagonata Smith, 1952
  - Halimuraena lepopareia Winterbottom, 1980
  - Halimuraena shakai Winterbottom, 1978
- Gattung Halimuraenoides Maugé & Bardach, 1985.
  - Halimuraenoides isostigma Maugé & Bardach, 1985
- Gattung Haliophis Rüppell, 1829
  - Haliophis aethiopus Winterbottom, 1985
  - Haliophis diademus Winterbottom & Randall, 1994
  - Haliophis guttatus (Forsskål, 1775)
- Gattung Natalichthys Winterbottom, 1980
  - Natalichthys leptus Winterbottom, 1980
  - Natalichthys ori Winterbottom, 1980
  - Natalichthys sam Winterbottom, 1980
- Gattung Rusichthys Winterbottom, 1979
  - Rusichthys explicitus Winterbottom, 1996
  - Rusichthys plesiomorphus Winterbottom, 1979